# The Beatles Box
The Beatles Box fue una caja recopilatoria que contiene los álbumes de estudio de la banda de rock The Beatles, lanzado el 3 de noviembre de 1980 por EMI/Parlophone, a través de "World Records". A diferencia de la caja recopilatoria de The Beatles Collection lanzado dos años antes, la caja recopilatoria contenía nuevos álbumes con portadas diferentes a la discografía original. El set fue anunciado con gran fuerza en la prensa nacional desde 1980 a 1981. Motivo por el cual estuvo a la vanguardia respecto todo el periodo del asesinato de John Lennon, y por lo tanto, las ventas fueron bastante buenas, pero como el box set solo se vendía por correo, las cifras no reunieron los requisitos para entrar en las listas de éxitos, y por consiguiente no se conoce públicamente.
Todas las canciones de los ocho discos de vinilo, que fueron seleccionados por Simon Sinclair, están ordenadas cronológicamente, y está reflejado en las portadas, cada una tiene al frente una imagen de la época adecuada, y una biografía bien escrita de la época por el periodista Hugh Marshall en la parte trasera.
La caja estaba diseñada con el aspecto de un cajón de madera, con un montón de información y estaba a la venta por £29.75. Increíblemente, World Records publicó diferentes mezclas de algunas de las pistas, que no estaban disponibles en ningún otro lugar en ese momento.

## Lista de canciones
Todas las canciones escritas y compuestas por Lennon—McCartney, excepto donde se indica.
- Disco 1

| Cara 1 |                                                          |                        |                        |          |  |
| N.º    | Título                                                   | Escritor(es)           | Álbum                  | Duración |  |
| 1.     | «Love Me Do» (Versión original con Ringo en la batería.) | Lennon–McCartney       | Please Please Me, 1963 | 2:19     |  |
| 2.     | «P.S. I Love You» (Mezcla Stereo simulada.)              | Lennon–McCartney       | Please Please Me, 1963 | 2:02     |  |
| 3.     | «I Saw Her Standing There»                               | McCartney–Lennon       | Please Please Me, 1963 | 2:50     |  |
| 4.     | «Please Please Me»                                       | Lennon–McCartney       | Please Please Me, 1963 | 2:00     |  |
| 5.     | «Misery»                                                 | Lennon–McCartney       | Please Please Me, 1963 | 1:43     |  |
| 6.     | «Do You Want to Know a Secret?»                          | McCartney–Lennon       | Please Please Me, 1963 | 1:55     |  |
| 7.     | «A Taste Of Honey»                                       | Bobby Scott—Ric Marlow | Please Please Me, 1963 | 2:02     |  |
| 8.     | «Twist and Shout»                                        | Phil Medley—Bert Berns | Please Please Me, 1963 | 2:32     |  |

| Cara 2 |                                                                                          |                            |                        |          |  |
| N.º    | Título                                                                                   | Escritor(es)               | Álbum                  | Duración |  |
| 1.     | «From Me To You» (Lado A)                                                                | McCartney–Lennon           | Sencillo, 1963         | 1:55     |  |
| 2.     | «Thank You Girl» (Lado B, Versión Mono.)                                                 | Lennon–McCartney           | Sencillo, 1963         | 2:01     |  |
| 3.     | «She Loves You» (Mezcla Stereo del álbum recopilatorio 'A Collection of Beatles Oldies.) | Lennon–McCartney           | Sencillo, 1963         | 2:18     |  |
| 4.     | «It Won't Be Long»                                                                       | Lennon–McCartney           | With The Beatles, 1963 | 2:11     |  |
| 5.     | «Please Mr. Postman»                                                                     | Brian Holland              | With The Beatles, 1963 | 2:34     |  |
| 6.     | «All My Loving» (Intro con hit-hat)                                                      |                            | With The Beatles, 1963 | 2:04     |  |
| 7.     | «Roll Over Beethoven»                                                                    | Chuck Berry                | With The Beatles, 1963 | 2:44     |  |
| 8.     | «Money (That's What I Want)»                                                             | Janie Bradford—Berry Gordy | With The Beatles, 1963 | 2:47     |  |

- Disco 2

| Cara 1 | |                  |                          |          |  |
| N.º    | Título | Escritor(es)     | Álbum                    | Duración |  |
| 1.     | «I Want To Hold Your Hand» (Lado A.)                                                                                                  | Lennon–McCartney | Single, 1963             | 2:24     |  |
| 2.     | «This Boy» (Lado B, Versión Mono.) | Lennon–McCartney | Single, 1963             | 2:11     |  |
| 3.     | «Can't Buy Me Love» | Lennon–McCartney | A Hard Day's Night, 1964 | 2:15     |  |
| 4.     | «You Can't Do That» | Lennon–McCartney | A Hard Day's Night, 1964 | 2:33     |  |
| 5.     | «A Hard Day's Night» | Lennon–McCartney | A Hard Day's Night, 1964 | 2:32     |  |
| 6.     | «I Should Have Known Better» | Lennon–McCartney | A Hard Day's Night, 1964 | 2:42     |  |
| 7.     | «If I Fell» | Lennon–McCartney | A Hard Day's Night, 1964 | 2:16     |  |
| 8.     | «And I Love Her» (Del EP estadounidense Rarities. Versión alternativa con final de seis compases; lanzado originalmente en Alemania.) | Lennon–McCartney | A Hard Day's Night, 1964 | 2:47     |  |

| Cara 2 |                                                                                                 |                                                   |                          |          |  |
| N.º    | Título                                                                                          | Escritor(es)                                      | Álbum                    | Duración |  |
| 1.     | «Things We Said Today»                                                                          | Lennon–McCartney                                  | A Hard Day's Night, 1964 | 2:35     |  |
| 2.     | «I'll Be Back»                                                                                  | Lennon–McCartney                                  | A Hard Day's Night, 1964 | 2:22     |  |
| 3.     | «Long Tall Sally» (Versión Stereo)                                                              | Enotris Johnson–Richard Penniman–Robert Blackwell | Long Tall Sally EP, 1964 | 1:58     |  |
| 4.     | «I Call Your Name» (Versión Stereo)                                                             | Lennon–McCartney                                  | Long Tall Sally EP, 1964 | 2:02     |  |
| 5.     | «Matchbox» (Versión Stereo)                                                                     | Carl Perkins                                      | Long Tall Sally EP, 1964 | 1:37     |  |
| 6.     | «Slow Down» (Versión Stereo)                                                                    | Larry Williams                                    | Long Tall Sally EP, 1964 | 2:54     |  |
| 7.     | «She's A Woman» (Versión Stereo)                                                                | Lennon–McCartney                                  | Sencillo, 1964           | 2:57     |  |
| 8.     | «I Feel Fine» (Versión "Whisper", publicado por primera vez en el álbum compilatorio 1962-1966) | Lennon–McCartney                                  | Sencillo, 1964           | 2:19     |  |

- Disco 3

| Cara 1 |                                          |                                            |                        |          |  |
| N.º    | Título                                   | Escritor(es)                               | Álbum                  | Duración |  |
| 1.     | «Eight Days A Week»                      | Lennon–McCartney                           | Beatles for Sale, 1964 | 2:43     |  |
| 2.     | «No Reply»                               | Lennon–McCartney                           | Beatles for Sale, 1964 | 2:11     |  |
| 3.     | «I'm a Loser»                            | Lennon–McCartney                           | Beatles for Sale, 1964 | 2:31     |  |
| 4.     | «I'll Follow the Sun»                    | Lennon–McCartney                           | Beatles for Sale, 1964 | 1:46     |  |
| 5.     | «Mr. Moonlight»                          | Roy Lee Johnson                            | Beatles for Sale, 1964 | 2:35     |  |
| 6.     | «Every Little Thing»                     | Lennon–McCartney                           | Beatles for Sale, 1964 | 2:01     |  |
| 7.     | «I Don't Want to Spoil the Party»        | Lennon–McCartney                           | Beatles for Sale, 1964 | 2:33     |  |
| 8.     | «(A) Kansas City/(B) Hey, Hey, Hey, Hey» | Jerry Leiber–Mike Stoller–Richard Penniman | Beatles for Sale, 1964 | 2:37     |  |

| Cara 2 |                                               |                  |              |          |  |
| N.º    | Título                                        | Escritor(es)     | Álbum        | Duración |  |
| 1.     | «Ticket To Ride»                              | Lennon–McCartney | Help!, 1965  | 3:03     |  |
| 2.     | «I'm Down» (Lado B de Help!. Versión Stereo.) | Lennon–McCartney | Single, 1965 | 2:30     |  |
| 3.     | «Help!»                                       | Lennon–McCartney | Help!, 1965  | 2:16     |  |
| 4.     | «The Night Before»                            | Lennon–McCartney | Help!, 1965  | 2:33     |  |
| 5.     | «You've Got To Hide Your Love Away»           | Lennon–McCartney | Help!, 1965  | 2:08     |  |
| 6.     | «I Need You»                                  | George Harrison  | Help!, 1965  | 2:28     |  |
| 7.     | «Another Girl»                                | Lennon–McCartney | Help!, 1965  | 2:02     |  |
| 8.     | «You're Going To Lose That Girl»              | Lennon–McCartney | Help!, 1965  | 2:18     |  |

- Disco 4

| Cara 1 |                                                                   |                              |                |          |  |
| N.º    | Título                                                            | Escritor(es)                 | Álbum          | Duración |  |
| 1.     | «Yesterday»                                                       | Lennon–McCartney             | Help!, 1965    | 2:04     |  |
| 2.     | «Act Naturally»                                                   | Johnny Russell–Voni Morrison | Help!, 1965    | 2:27     |  |
| 3.     | «Tell Me What You See»                                            | Lennon–McCartney             | Help!, 1965    | 2:35     |  |
| 4.     | «It's Only Love»                                                  | Lennon–McCartney             | Help!, 1965    | 1:53     |  |
| 5.     | «You Like Me Too Much»                                            | George Harrison              | Help!, 1965    | 2:34     |  |
| 6.     | «I've Just Seen a Face»                                           | Lennon–McCartney             | Help!, 1965    | 2:04     |  |
| 7.     | «Day Tripper» (Mezcla del EP estadounidense Yesterday and Today.) | Lennon–McCartney             | Sencillo, 1965 | 2:37     |  |
| 8.     | «We Can Work It Out»                                              | Lennon–McCartney             | Sencillo, 1965 | 2:10     |  |

| Cara 2 |                                        |                  |                   |          |  |
| N.º    | Título                                 | Escritor(es)     | Álbum             | Duración |  |
| 1.     | «Michelle»                             | Lennon–McCartney | Rubber Soul, 1965 | 2:40     |  |
| 2.     | «Drive My Car»                         | Lennon–McCartney | Rubber Soul, 1965 | 2:25     |  |
| 3.     | «Norwegian Wood (This Bird Has Flown)» | Lennon–McCartney | Rubber Soul, 1965 | 2:00     |  |
| 4.     | «You Won't See Me»                     | Lennon–McCartney | Rubber Soul, 1965 | 3:19     |  |
| 5.     | «Nowhere Man»                          | Lennon–McCartney | Rubber Soul, 1965 | 2:40     |  |
| 6.     | «Girl»                                 | Lennon–McCartney | Rubber Soul, 1965 | 2:26     |  |
| 7.     | «I'm Looking Through You»              | Lennon–McCartney | Rubber Soul, 1965 | 2:20     |  |
| 8.     | «In My Life»                           | Lennon–McCartney | Rubber Soul, 1965 | 2:23     |  |

- Disco 5

| Cara 1 |                                                                                 |                  |                |          |  |
| N.º    | Título                                                                          | Escritor(es)     | Álbum          | Duración |  |
| 1.     | «Paperback Writer» (Versión Stereo del EP estadounidense Hey Jude.)             | Lennon–McCartney | Sencillo, 1966 | 2:25     |  |
| 2.     | «Rain» (Lado B de Paperback Writer.)                                            | Lennon–McCartney | Sencillo, 1966 | 2:59     |  |
| 3.     | «Here, There, and Everywhere»                                                   | Lennon–McCartney | Revolver, 1966 | 2:29     |  |
| 4.     | «Taxman»                                                                        | George Harrison  | Revolver, 1966 | 2:36     |  |
| 5.     | «I'm Only Sleeping» (Versión Stereo del EP estadounidense Yesterday and Today.) | Lennon–McCartney | Revolver, 1966 | 2:58     |  |
| 6.     | «Good Day Sunshine»                                                             | Lennon–McCartney | Revolver, 1966 | 2:08     |  |
| 7.     | «Yellow Submarine»                                                              | Lennon–McCartney | Revolver, 1966 | 2:40     |  |

| Cara 2 |                                                                                           |                  |                |          |  |
| N.º    | Título                                                                                    | Escritor(es)     | Álbum          | Duración |  |
| 1.     | «Eleanor Rigby»                                                                           | Lennon–McCartney | Revolver, 1966 | 2:11     |  |
| 2.     | «And Your Bird Can Sing»                                                                  | Lennon–McCartney | Revolver, 1966 | 2:02     |  |
| 3.     | «For No One»                                                                              | Lennon–McCartney | Revolver, 1966 | 2:03     |  |
| 4.     | «Doctor Robert»                                                                           | Lennon–McCartney | Revolver, 1966 | 2:14     |  |
| 5.     | «Got To Get You Into My Life» (Versión Stereo del EP estadounidense Yesterday and Today.) | Lennon–McCartney | Revolver, 1966 | 2:27     |  |
| 6.     | «Penny Lane» (Versión editado del EP estadounidense Rarities.)                            | Lennon–McCartney | Sencillo, 1967 | 3:00     |  |
| 7.     | «Strawberry Fields Forever»                                                               | Lennon–McCartney | Sencillo, 1967 | 4:05     |  |

- Disco 6

| Cara 1 |                                                                         |                  |                                             |          |  |
| N.º    | Título                                                                  | Escritor(es)     | Álbum                                       | Duración |  |
| 1.     | «Sgt. Pepper's Lonely Hearts Club Band»                                 | Lennon–McCartney | Sgt. Pepper's Lonely Hearts Club Band, 1967 | 1:59     |  |
| 2.     | «With a Little Help from My Friends»                                    | Lennon–McCartney | Sgt. Pepper's Lonely Hearts Club Band, 1967 | 2:46     |  |
| 3.     | «Lucy in the Sky with Diamonds»                                         | Lennon–McCartney | Sgt. Pepper's Lonely Hearts Club Band, 1967 | 3:25     |  |
| 4.     | «Fixing A Hole»                                                         | Lennon–McCartney | Sgt. Pepper's Lonely Hearts Club Band, 1967 | 2:35     |  |
| 5.     | «She's Leaving Home»                                                    | Lennon–McCartney | Sgt. Pepper's Lonely Hearts Club Band, 1967 | 3:24     |  |
| 6.     | «Being for the Benefit of Mr. Kite»                                     | Lennon–McCartney | Sgt. Pepper's Lonely Hearts Club Band, 1967 | 2:36     |  |
| 7.     | «A Day in the Life» (Versión editado del álbum recopilatorio 1967–1970) | Lennon–McCartney | Sgt. Pepper's Lonely Hearts Club Band, 1967 | 5:03     |  |

| Cara 2 |                                                     |                  |                                             |          |  |
| N.º    | Título                                              | Escritor(es)     | Álbum                                       | Duración |  |
| 1.     | «When I'm Sixty Four»                               | Lennon–McCartney | Sgt. Pepper's Lonely Hearts Club Band, 1967 | 2:38     |  |
| 2.     | «Lovely Rita»                                       | Lennon–McCartney | Sgt. Pepper's Lonely Hearts Club Band, 1967 | 2:43     |  |
| 3.     | «All You Need Is Love» (Versión Mono)               | Lennon–McCartney | Sencillo, 1967                              | 3:57     |  |
| 4.     | «Baby You're a Rich Man» (Versión Stereo Germania)  | Lennon–McCartney | Sencillo, 1967                              | 3:07     |  |
| 5.     | «Magical Mystery Tour»                              | Lennon–McCartney | Magical Mystery Tour, 1967                  | 2:48     |  |
| 6.     | «Your Mother Should Know»                           | Lennon–McCartney | Magical Mystery Tour, 1967                  | 2:33     |  |
| 7.     | «The Fool on the Hill»                              | Lennon–McCartney | Magical Mystery Tour, 1967                  | 3:00     |  |
| 8.     | «I Am The Walrus» (Del EP estadounidense Rarities.) | Lennon–McCartney | Sencillo, 1967                              | 4:35     |  |

- Disco 7

| Cara 1 |                                |                  |                   |          |  |
| N.º    | Título                         | Escritor(es)     | Álbum             | Duración |  |
| 1.     | «Hello Goodbye»                | Lennon–McCartney | Sencillo, 1967    | 3:24     |  |
| 2.     | «Lady Madonna»                 | Lennon–McCartney | Sencillo, 1968    | 2:17     |  |
| 3.     | «Hey Jude»                     | Lennon–McCartney | Sencillo, 1968    | 7:11     |  |
| 4.     | «Revolution»                   | Lennon–McCartney | Sencillo, 1968    | 3:22     |  |
| 5.     | «Back In The USSR»             | Lennon–McCartney | The Beatles, 1968 | 2:45     |  |
| 6.     | «Ob-La-Di, Ob-La-Da»           | Lennon–McCartney | The Beatles, 1968 | 3:10     |  |
| 7.     | «While My Guitar Gently Weeps» | George Harrison  | The Beatles, 1968 | 4:46     |  |

| Cara 2 |                                         |                  |                        |          |  |
| N.º    | Título                                  | Escritor(es)     | Álbum                  | Duración |  |
| 1.     | «The Continuing Story of Bungalow Bill» | Lennon–McCartney | The Beatles, 1968      | 3:05     |  |
| 2.     | «Happiness Is a Warm Gun»               | Lennon–McCartney | The Beatles, 1968      | 2:47     |  |
| 3.     | «Martha My Dear»                        | Lennon–McCartney | The Beatles, 1968      | 2:28     |  |
| 4.     | «I'm So Tired»                          | Lennon–McCartney | The Beatles, 1968      | 2:01     |  |
| 5.     | «Piggies»                               | George Harrison  | The Beatles, 1968      | 2:04     |  |
| 6.     | «Don't Pass Me By»                      | Ringo Starr      | The Beatles, 1968      | 3:52     |  |
| 7.     | «Julia»                                 | Lennon–McCartney | The Beatles, 1968      | 2:57     |  |
| 8.     | «All Together Now»                      | Lennon–McCartney | Yellow Submarine, 1969 | 2:08     |  |

- Disco 8

| Cara 1 |                               |                  |                 |          |  |
| N.º    | Título                        | Escritor(es)     | Álbum           | Duración |  |
| 1.     | «Get Back»                    | Lennon–McCartney | Sencillo, 1969  | 3:09     |  |
| 2.     | «Don't Let Me Down»           | Lennon–McCartney | Sencillo, 1969  | 3:34     |  |
| 3.     | «The Ballad of John and Yoko» | Lennon–McCartney | Sencillo, 1969  | 3:51     |  |
| 4.     | «Across The Universe»         | Lennon–McCartney | Let It Be, 1970 | 3:51     |  |
| 5.     | «For You Blue»                | George Harrison  | Let It Be, 1970 | 2:33     |  |
| 6.     | «Two of Us»                   | Lennon–McCartney | Let It Be, 1970 | 3:33     |  |
| 7.     | «The Long and Winding Road»   | Lennon–McCartney | Let It Be, 1970 | 3:40     |  |
| 8.     | «Let It Be»                   | Lennon–McCartney | Sencillo, 1970  | 4:01     |  |

| Cara 2 |                           |                  |                  |          |  |
| N.º    | Título                    | Escritor(es)     | Álbum            | Duración |  |
| 1.     | «Come Together»           | Lennon–McCartney | Abbey Road, 1969 | 4:16     |  |
| 2.     | «Something»               | George Harrison  | Abbey Road, 1969 | 2:59     |  |
| 3.     | «Maxwell's Silver Hammer» | Lennon–McCartney | Abbey Road, 1969 | 3:24     |  |
| 4.     | «Octopus's Garden»        | Ringo Starr      | Abbey Road, 1969 | 2:49     |  |
| 5.     | «Here Comes The Sun»      | George Harrison  | Abbey Road, 1969 | 3:04     |  |
| 6.     | «Because»                 | Lennon–McCartney | Abbey Road, 1969 | 2:45     |  |
| 7.     | «Golden Slumbers»         | Lennon–McCartney | Abbey Road, 1969 | 1:31     |  |
| 8.     | «Carry That Weight»       | Lennon–McCartney | Abbey Road, 1969 | 1:36     |  |
| 9.     | «The End»                 | Lennon–McCartney | Abbey Road, 1969 | 2:20     |  |
| 10.    | «Her Majesty»             | Lennon–McCartney | Abbey Road, 1969 | 0:23     |  |